# Shumiachi
Shumiachi (ruso: Шумя́чи; bielorruso: Шумячы) es un asentamiento de tipo urbano de Rusia, capital del raión homónimo en la óblast de Smolensk.
En 2021, el asentamiento tenía una población de 3622 habitantes. En su territorio no hay pedanías.
Se ubica unos 25 km al suroeste de Róslavl, al norte de la carretera A130 que lleva a Bielorrusia, a unos 10 km de la frontera con este país.

## Historia
Se conoce la existencia de la localidad desde 1569, cuando era un pueblo del voivodato de Mścisław en la República de las Dos Naciones. En 1757, le fueron concedidos al pueblo dos mercados semanales y dos ferias anuales. En la partición de 1772 se incorporó al Imperio ruso, donde pasó a ser el centro administrativo de un vólost en el uyezd de Klimavichy de la gobernación de Maguilov. Al ubicarse en la Zona de Asentamiento, en la segunda mitad del siglo XIX la mitad de los habitantes del pueblo eran judíos, aunque el vólost estaba habitado casi totalmente por bielorrusos.
En 1918, tras estallar la Revolución Rusa, pasó a formar parte de la República Popular Bielorrusa hasta que en 1919 se integró en la RSFS de Rusia. A diferencia del resto de la zona, Shumiachi no fue devuelto en 1924 a la RSS de Bielorrusia porque en 1922 había dejado de pertenecer a la provincia de Gómel y había pasado a formar parte de la gobernación de Smolensk. Adoptó el estatus de asentamiento de tipo urbano en 1965.